# MoJo
Pour les articles homonymes, voir Mojo.
MoJo, de son vrai nom Ichirō Tomita (富田伊知郎, Tomita Ichirō), né le 4 août 1952 à Chiba. Il est un chanteur japonais spécialisé dans les productions musiques d'animé et tokusatsu. Ses fans le surnomment MoJo Nii (兄).
Depuis 1978, il a chanté les chansons d'animés et de tokusatsu comme Battle Fever J, Dai Sentai Goggle V, Kagaku Sentai Dynaman, Machineman et Boukenger.
De étape finale des années 1980, il a été terminé ses activités et repris en 2001.

## Liste des musiques pour animé
1978 :
- Uchuu Majin Daikengo
  - Uchuu no Otoko Lyger (宇宙の男ライガー) (avec The Chirps) (Générique de fin)
- Galaxy Express 999
  - Jinsei no Teisha-eki (人生の停車駅)

1980 :
- Tsurikichi Sanpei (Paul le pêcheur)
  - Wakaki Tabibito (若き旅人) (Générique de début)
  - Ore wa Tsurikichi Sanpei da (俺は釣りキチ三平だ) (Générique de fin)

1981 :
- Tiger Mask II
  - Moeru Toukon ~Antonio-Inoki~ (燃える闘魂~アントニオ猪木~)

1983 :
- Mirai Keisatsu Urashiman
  - Crystal Knights NECRIME
  - Battle URASHIMAN
  - Maybe
- Kousoku Denjin Albegas
  - Kousoku Denjin Albegas (光速電神アルベガス) (avec Koorogi '73) (Générique de début)
  - Tatakai ni Omomuku Mae ni (戦いに赴く前に)
  - Wakasa no Formation (若さのフォーメーション) (avec Koorogi '73) (Générique de fin)

2006 :
- Muteki Kanban Musume
  - Choukuu Sentai Starranger (超空戦隊スターレンジャー)

## Liste des musiques pour tokusatsu
1979:
- Battle Fever J
  - Battle Fever J (バトルフィーバーJ) (avec Columbia Yurikago-Kai et Feeling Free) (générique de début)
  - Ashita no Senshi-Tachi (明日の戦士たち) (avec Koorogi '73)
  - Yuusha ga Yuku (勇者が行く) (Générique de fin)

1982 :
- Dai Sentai Goggle V
  - Dai Sentai Goggle V (大戦隊ゴーグルV) (avec Koorogi '73 et The Chirps) (générique de début)
  - Dancing Goggle V (ダンシングゴーグルV)
  - Flash! Goggle V (フラッシュ!ゴーグルV)
  - Goggle V no March -We Are Goggle V- (ゴーグルＶのマーチ-We are Goggle V-) (avec Koorogi '73)
  - Moeru Otoko Goggle Red (燃える男ゴーグルレッド)
  - Neppuu Shadou (熱風シャドウ) (avec Koorogi '73)
  - Shutsugeki! Goggle Robo (出撃!ゴーグルロボ) (avec Koorogi '73)
  - Stop The Battle (ストップ・ザ・バトル) (avec Koorogi '73 et The Chirps) (générique de fin)

1983 :
- Kagaku Sentai Dynaman
  - Kagaku Sentai Dynaman (科学戦隊ダイナマン) (avec Koorogi '73) (générique de début)
  - Endless Way (エンドレスウェイ) (avec Koorogi '73)
  - Go Go Dyna Robo (ゴーゴーダイナロボ)
  - Honoo no Senshi -Fire Crew- (炎の戦士-FIRE CREW-)
  - Mahiru no Arashi ~Bomber Twist (白昼の嵐-BOMBER TWIST-)
  - Matte Ita n' da Dynaman (待っていたんだダイナマン) (avec Koorogi '73)
  - Ore no Heart wa Yumeji Kake (俺のハートは夢じかけ)
  - Super Dynamite (スーパーダイナマイト)
  - Yume wo Kanaete Dynaman (夢をかなえてダイナマン) (avec Koorogi '73) (générique de fin)

1984 :
- Seiun Kamen Machineman
  - Seiun Kamen Machineman (星雲仮面マシンマン) (avec Columbia Yurikago-Kai) (générique de début)
  - Bokura no Machineman (ぼくらのマシンマン) (avec Columbia Yurikago-Kai)
  - Denkou Action Machineman (電光アクションマシンマン)
  - Ooinaru Hito Machineman (大いなる人マシンマン) (avec Koorogi '73)
  - OH! Child (OH!チャイルド)
  - Ore no Na wa Machineman (おれの名はマシンマン) (générique de fin)

2001:
- Hyakujuu Sentai Gaoranger
  - EYES OF JUSTICE

2006 :
- GoGo Sentai Boukenger
  - Kibou no Sirenbuilder (希望のサイレンビルダー)
  - Densetsu (伝説) (avec Akira Kushida et Takayuki Miyauchi) (générique de fin pour Boukenger VS Super Sentai)

2008 :
- Engine Sentai Go-onger
  - Engine Gattai Engine-O G6 (炎神合体エンジンオーG6)